# 盲驴街
盲驴街（Blinde-Ezelstraat）是布鲁日古城中心的一条狭窄的古老街道，北到城堡广场，南到鱼市场（Vismarkt）。
在这条街上，布鲁日市政厅附近，有“盲驴”客栈。